# James Hunt
James Simon Wallis Hunt, född 29 augusti 1947 i Belmont i Sutton i London, död 15 juni 1993 (i en hjärtinfarkt) i Wimbledon i London, var en brittisk racerförare. 
James Hunt blev världsmästare i formel 1 1976. Efter karriären blev Hunt TV-kommentator. Hunt var den som drog Ronnie Peterson ur hans brinnande bil efter kraschen vid starten av Italiens Grand Prix 1978. Hunt lämnade formel 1 efter Monacos Grand Prix 1979.
Hunt, som även var känd för sin utsvävande och okonventionella livsstil, bodde i Marbella under sina aktiva år. Han var gift två gånger; hans första hustru, Suzy Miller, gifte om sig med skådespelaren Richard Burton. Andra gången var han gift med Sarah Lomax 1983–1989.

## Death
Hunt dog tidigt på morgonen den 15 juni 1993 av en hjärtattack i sitt hem i Wimbledon, efter att ha känt sig dålig med smärtor i överkroppen kvällen innan. Han var 45 år gammal.

Vid hans begravningsgudstjänst inkluderade kistan hans far Wallis, hans bröder Tim, Peter och David, och hans vän Anthony 'Bubbles' Horsley. De bar kistan ut ur kyrkan och in i likbilen, som körde tre kilometer till Putney Vale-krematoriet, där han kremerades. Efter gudstjänsten åkte de flesta av de sörjande till Peter Hunts hem för att öppna en claret från 1922, året för Wallis Hunts födelse. Clareten hade fått honom av James på hans 60-årsdag 1982. Tal av Stirling Moss och Alexander Hesketh återspeglade komplexiteten och styrkan i Hunts karaktär.
| Säsong                | Stall/Tillverkare                 | Placering             | Lopp | Poäng | Etta | Tvåa | Trea | Pole | Varv |
| --------------------- | --------------------------------- | --------------------- | ---- | ----- | ---- | ---- | ---- | ---- | ---- |
| 1973                  | Hesketh (March-Ford)              | 8                     | 8    | 14    |      | 1    | 1    |      | 2    |
| 1974                  | Hesketh (March-Ford) Hesketh-Ford | 8                     | 2 13 | 15    |      |      | 3    |      |      |
| 1975                  | Hesketh-Ford                      | 4                     | 14   | 33    | 1    | 3    |      |      | 1    |
| 1976                  | McLaren-Ford                      | 1                     | 16   | 69    | 6    | 1    | 1    | 8    | 2    |
| 1977                  | McLaren-Ford                      | 5                     | 17   | 40    | 3    | 1    | 1    | 6    | 3    |
| 1978                  | McLaren-Ford                      | 13                    | 16   | 8     |      |      | 1    |      |      |
| 1979                  | Wolf-Ford                         | -                     | 7    |       |      |      |      |      |      |
| Sammanlagt 7 säsonger | Sammanlagt 7 säsonger             | Sammanlagt 7 säsonger | 93   | 179   | 10   | 6    | 7    | 14   | 8    |

| 1. Nederländerna 1975 2. Spanien 1976 3. Frankrike 1976 4. Tyskland 1976 5. Nederländerna 1976 6. Kanada 1976 7. USA 1976 8. Storbritannien 1977 9. USA 1977 10. Japan 1977 |

| 1. USA 1973 2. Argentina 1975 3. Frankrike 1975 4. Österrike 1975 5. Sydafrika 1976 6. Brasilien 1977 |

| 1. Nederländerna 1973 2. Sverige 1974 3. Österrike 1974 4. USA 1974 5. Japan 1976 6. Frankrike 1977 7. Frankrike 1978 |

| 1. Brasilien 1976 2. Sydafrika 1976 3. Spanien 1976 4. Frankrike 1976 5. Tyskland 1976 6. Österrike 1976 7. Kanada 1976 8. USA 1976 9. Argentina 1977 10. Brasilien 1977 11. Sydafrika 1977 12. Storbritannien 1977 13. Italien 1977 14. USA 1977 |

| 1. Storbritannien 1973 2. USA 1973 3. Argentina 1975 4. Österrike 1976 5. USA 1976 6. Argentina 1977 7. Brasilien 1977 8. Storbritannien 1977 |

| 1. Storbritannien 1976 2. Tyskland 1978 |

## I populärkulturen
Hunt porträtteras av Chris Hemsworth i filmen Rush från 2013, som speglar rivaliteten mellan Hunt och Niki Lauda under formel-1 säsongen 1976.